# Szecessziós lakóház

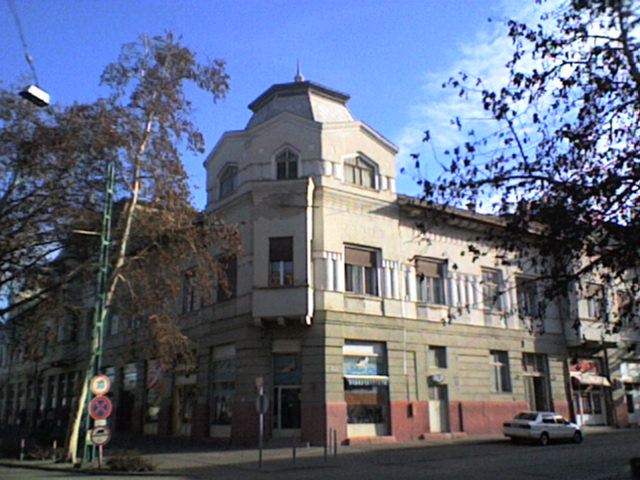
Karvaly Gyula: Takarék (Kiskunfélegyháza)

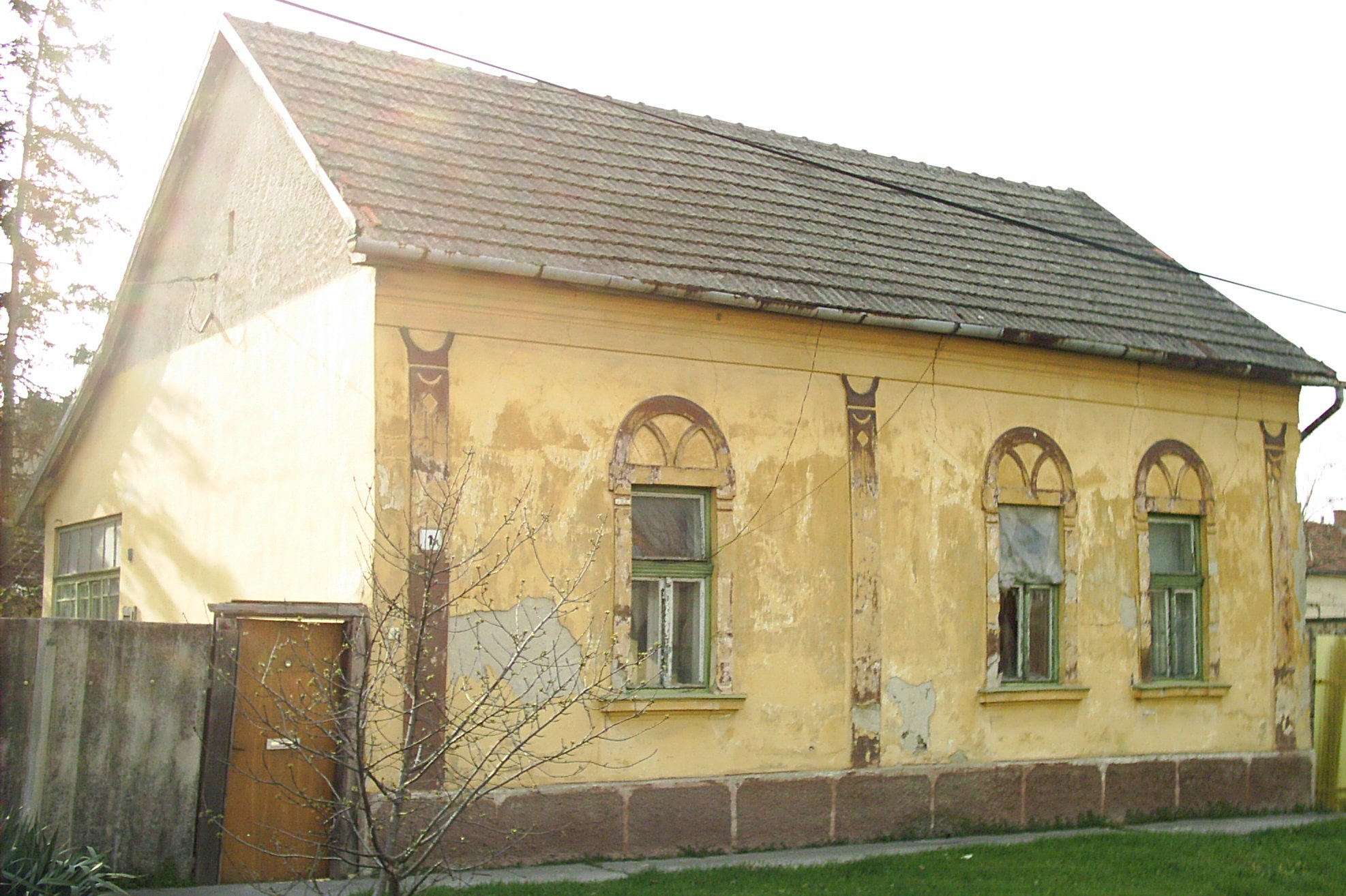
Kiskunfélegyháza, Katona József utca

A szecesszió Magyarországon rendkívül divatossá vált. Nemcsak a középületek (városházák, Postatakarékpénztár, gimnáziumok, iskolák, templomok) épültek a megtalálni vélt nemzeti stílusban, hanem egyszerű lakóházak is. Kiskunfélegyházán, Kecskeméten, Tiszakécskén szép számmal találni szecessziós stílusban épült lakóházakat. A módosabb polgárok ugyanolyan díszítéssel (majolika, kerámia) illették oromzataikat, mint amilyenek a középületeken is láthatók. Néhol csupán a vakolat állt rendelkezésre dekoratív minták kialakítására, de ebben az esetben is felismerhető a szecessziós jelleg, mint a Karvaly Gyula emelte egykori Takarék épületének esetében, amelynek felső emeletei ma is lakottak. Napjainkra az ilyen megoldású házakról a vakolatdíszeket többnyire leverték. Műemlékké  csak keveset avattak.
A szecesszió lakóház-építés terén nem hozott több újítást, mint a korábban uralkodó eklektika. Ugyanúgy vannak szecessziós, mint eklektikus bérpaloták, különösen a nagyobb városokban, elsősorban Budapesten, Debrecenben és Kaposváron. Miskolcon ilyen a Weidlich-palota. A Kecskeméti Képtár épülete, a Márkus Géza tervezte Cifrapalota is eredetileg lakóház volt több család számára.
A dzsentriréteg számos villát és kastélyt emeltetett, szintén ebben a stílusban. Ilyen volt a Sacelláry-kastély. Építkezéseiknek s egyúttal magának a szecessziós építészetnek is az első világháború vetett véget.